# With Love, J
With Love, J es el EP debut de la cantante americana Jessica. La edición coreana consiste de seis canciones, fue publicada mundialmente por Coridel Entertainment el 17 de mayo de 2016, mientras que la versión en inglés contenía cinco canciones (excluyendo «Dear Diary») y fue publicada el 27 de mayo del mismo año. Es el primer EP de Jessica luego de haber abandonado el grupo femenino Girls' Generation en septiembre de 2014. Las canciones «Fly» y «Love Me the Same» fueron publicadas como los sencillos principales el 17 y 18 de mayo, respectivamente.

## Antecedentes y lanzamiento
JJessica inicialmente firmó un contrato con SM Entertainment en 2000. Su ingreso al grupo Girls' Generation ocurrió en 2007, cuando fue seleccionada como una de sus miembros. Sin embargo, el 30 de septiembre de 2014, Jessica anunció a través de su cuenta en Weibo que había sido «expulsada» del mismo, una declaración que posteriormente fue confirmada por la propia discográfica. Su última actividad como parte de Girls' Generation se realizó en la canción «Divine», incluida en el álbum The Best.
El 6 de agosto de 2015, SM realizó una declaración oficial para comunicar que Jessica y la compañía habían oficialmente separado sus caminos. Este acontecimiento marcó el final de su relación contractual con la discográfica y representó un punto de inflexión en la trayectoria artística de Jessica.
En febrero de 2016, Jessica anunció que su muy esperado debut como solista estaba en camino y que sería lanzado bajo su nueva agencia, Coridel Entertainment. En abril del mismo año, los representantes confirmaron que Jung estaba a punto de lanzar su álbum debut en solitario el próximo mes, en mayo. El 30 de abril, Coridel desveló la lista de canciones del álbum, donde se destacaba el sencillo «Fly» en colaboración con el rapero estadounidense Fabolous. El nombre del miniálbum fue revelado como With Love, J.

## Promoción
El videoclip de su sencillo debut, titulado «Fly», hizo su publicó el 17 de mayo de 2016. Fue bien recibido por sus fanáticos, ya que el vídeo logró acumular más de dos millones de visitas en tan solo veinticuatro horas desde su lanzamiento. Al día siguiente, se lanzó otro vídeo musical para su segundo sencillo, «Love Me the Same».

## Lista de canciones
| With Love, J (Versión en coreano) |                         |                              |                                                                        |          |  |
| N.º                               | Título                  | Letras                       | Música                                                                 | Duración |  |
| 1.                                | «Fly» (con Fabolous)    | Jessica Jung                 | Jessica Jung, Karriem Mack, Eric Fernandez, Tatiana Matthews, Fabolous | 4:12     |  |
| 2.                                | «Big Mini World»        | Kim Eun Soo, Jay Kim         | T-SK, Jasmine Anderson, BIG-F                                          | 3:11     |  |
| 3.                                | «Falling Crazy In Love» | Jessica Jung                 | Henrik Nordenback, Christian Fast, Lisa Demond                         | 4:01     |  |
| 4.                                | «Love Me the Same»      | Jessica Jung                 | Jessica Jung, Eric Fernandez, Karriem Mack, Julien Cross               | 3:24     |  |
| 5.                                | «Golden Sky»            | Jessica Jung                 | Jessica Jung, Karriem Mack, Tatiana Matthews, Liana Banks              | 3:15     |  |
| 6.                                | «Dear Diary»            | Jay Kim, D.EAR, Joo Dong Jun | D.EAR                                                                  | 3:19     |  |
| 21:22                             |                         |                              |                                                                        |          |  |

| With Love, J (Versión en inglés) |                         |                      |                                                                        |          |  |
| N.º                              | Título                  | Letras               | Música                                                                 | Duración |  |
| 1.                               | «Fly» (con Fabolous)    | Jessica Jung         | Jessica Jung, Karriem Mack, Eric Fernandez, Tatiana Matthews, Fabolous | 4:12     |  |
| 2.                               | «Big Mini World»        | Kim Eun Soo, Jay Kim | T-SK, Jasmine Anderson, BIG-F                                          | 3:11     |  |
| 3.                               | «Falling Crazy In Love» | Jessica Jung         | Henrik Nordenback, Christian Fast, Lisa Demond                         | 4:01     |  |
| 4.                               | «Love Me the Same»      | Jessica Jung         | Jessica Jung, Eric Fernandez, Karriem Mack, Julien Cross               | 3:24     |  |
| 5.                               | «Golden Sky»            | Jessica Jung         | Jessica Jung, Karriem Mack, Tatiana Matthews, Liana Banks              | 3:15     |  |
| 18:07                            |                         |                      |                                                                        |          |  |

## Posicionamiento en listas
| Lista (2016)                                     | Mejor posición |
| ------------------------------------------------ | -------------- |
| Japón (Oricon)                                   | 34             |
| Corea del Sur (Gaon)                             | 1              |
| Estados Unidos US Heatseekers Albums (Billboard) | 16             |
| Estados Unidos US World Albums (Billboard)       | 4              |

### Lista de fin de año
| Lista (2016)         | Posición |
| -------------------- | -------- |
| Corea del Sur (Gaon) | 33       |

## Historial de lanzamiento
| Región        | Fecha              | Edición            | Formato              | Distribuidora                        |
| ------------- | ------------------ | ------------------ | -------------------- | ------------------------------------ |
| Corea del Sur | 17 de mayo de 2016 | Edición en coreano | CD, descarga digital | Coridel Entertainment, Interpark INT |
| Mundo         | 17 de mayo de 2016 | Edición en coreano | Descarga digital     | Coridel Entertainment, Interpark INT |
| Mundo         | 27 de mayo de 2016 | Edición en inglés  | Descarga digital     | Coridel Entertainment                |